# مارتین یکم، پادشاه آراگون
مارتین یکم معروف به مهتر و اهلِ کلیسا پادشاه آراگون، والنسیا، کرس و ساردین و از ۱۳۹۶ تا ۱۴۰۹ میلادی با عنوان مارتین دوم پادشاه سیسیل بود. او پس از مرگ برادرش خوان یکم به پادشاهی رسید. مارتین کوشید نوه‌اش فادریکه، کنت لونا را که فرزندی نامشروع بود به تخت بنشاند، ولی در این کار ناکام ماند و اینگونه دودمان بارسلونا به پایان کار خود رسید.